# Andrej Kašečkin
Andrej Grigor'evič Kašečkin (cir. kaz. Андрей Григорьевич Кашечкин; Qyzylorda, 21 marzo 1980) è un ex ciclista su strada kazako, professionista dal 2001 al 2013, classificatosi terzo alla Vuelta a España 2006.

## Carriera

### I primi anni
Da bambino pratica diversi sport come il nuoto e il calcio, fino a quando, seguendo le orme del fratello maggiore, inizia a gareggiare nel ciclismo. Dopo il campionato del mondo Juniores a Valkenburg, Kašečkin si trasferisce in Belgio, dove passa professionista nel 2001 con la Domo-Farm Frites; gareggia per due anni con la squadra di Patrick Lefevere, senza ottenere risultati di grande rilievo (il più importante un ottavo posto al Giro di Vallonia). Nel 2003 passa alla Quick Step-Davitamon, iniziando a mostrare le sue doti con un quinto posto al Giro del Lazio, alle spalle di corridori affermati come Michele Bartoli, Mirko Celestino e Juan Antonio Flecha.
Nel 2004, all'età di 24 anni, conquista le sue prime vittorie da professionista con la maglia della formazione francese Crédit Agricole: si impone nel Grand Prix de Fourmies, battendo in uno sprint a due il connazionale Dmitrij Fofonov, e conquista anche il Sachsen-Tour International, senza cogliere successi di tappa ma dimostrando grande regolarità. Nel 2005, sempre in maglia Crédit Agricole, non riesce ad ottenere nessun successo, ma si piazza secondo nella classifica dei giovani del Tour de France (concluso al 19º posto) e sesto nel campionato mondiale a cronometro.

### 2006: il terzo posto alla Vuelta
Nel 2006 passa alla formazione spagnola Liberty Seguros-Würth. Riesce ad imporsi in una tappa della Parigi-Nizza, con una bella azione solitaria, e si piazza quinto al Tour de Romandie, dove nella penultima tappa, lanciato in fuga verso la conquista della maglia di leader, viene rallentato dal vento contrario e raggiunto dal gruppo inseguitore. Conquista anche il titolo nazionale kazako davanti al compagno di squadra Aleksandr Vinokurov. È costretto quindi a saltare il Tour de France a causa dello scandalo doping legato al dottor Eufemiano Fuentes, che travolge la sua squadra, ma da cui esce pulito.
Si ripresenta al via del Giro di Germania con la maglia dell'Astana (ex Liberty Seguros); in quella corsa, nonostante avesse perso oltre un minuto per una caduta nel prologo, riesce a piazzarsi al terzo posto in classifica generale. Coglie poi il terzo posto alla Clásica San Sebastián, riuscendo a piazzarsi in una volata di gruppo alle spalle di Xavier Florencio e Stefano Garzelli. Si piazza quindi terzo nella classifica finale della Vuelta a España 2006, a 3'12" dal connazionale e compagno di squadra Aleksandr Vinokurov, vincitore, e a 2'00" dal secondo, lo spagnolo Alejandro Valverde; nella corsa spagnola fa sua anche la tappa con arrivo in salita sulla Sierra de la Pandera.

### La positività e il rientro
Per il 2007 viene messo sotto contratto dalla nuova Astana. Dopo il Tour de France di quell'anno, da cui l'Astana si era ritirata in blocco dopo la positività di Aleksandr Vinokurov, lo stesso Kašečkin viene trovato positivo a un controllo antidoping, licenziato dalla squadra; successivamente viene squalificato per due anni, fino al 7 agosto 2009, dalla Federciclismo kazaka.
A fine 2009, pur non essendo sotto contratto con nessuna squadra, torna a correre ai campionati del mondo di Mendrisio partecipando sia alla prova in linea sia a quella a cronometro. Nel giugno 2010 firma un contratto fino alla fine dell'anno con la Lampre-Farnese Vini, squadra italiana del circuito UCI ProTour. Partecipa quindi alla Vuelta a España 2010 concludendo la corsa in diciottesima posizione, quale miglior piazzato della Lampre e miglior piazzato tra i kazaki. Corre per la formazione italiana fino all'agosto del 2011, quando fa ritorno all'Astana andando subito a prendere il via alla Vuelta a España (concluderà ottantanovesimo). Si ritira dall'attività professionistica nella stagione 2013.

## Palmarès
- 2001

La Côte Picarde
Classifica generale Triptyque des Monts et Châteaux
- 2004

Classifica generale Sachsen-Tour International
Grand Prix de Fourmies
- 2006

6ª tappa Parigi-Nizza
Campionati kazaki, Prova in linea
18ª tappa Vuelta a España

## Piazzamenti

### Grandi Giri
- Tour de France

2005: 19º
2007: non partito (16ª tappa)
2012: 78º
2013: ritirato (3ª tappa)
- Vuelta a España

2002: ritirato (14ª tappa)
2006: 3º
2010: 16º
2011: 89º
2012: 34º

### Classiche monumento
- Milano-Sanremo

2005: 50º
2006: 66º
- Liegi-Bastogne-Liegi

2002: 82º
2003: ritirato
2004: 56º
2005: 21º
2006: 11º
2007: 51º
2011: ritirato
- Giro di Lombardia

2002: ritirato
2010: ritirato
2011: ritirato

### Competizioni mondiali
- Campionati del mondo

Verona 1999 - In linea Under-23: 50º
Verona 1999 - Cronometro Under-23: 18º
Plouay 2000 - In linea Under-23: 76º
Plouay 2000 - Cronometro Under-23: 23º
Lisbona 2001 - Cronometro Elite: 42º
Madrid 2005 - In linea Elite: 58º
Madrid 2005 - Cronometro Elite: 6º
Salisburgo 2006 - In linea Elite: 25º
Salisburgo 2006 - Cronometro Elite: 11º
Mendrisio 2009 - Cronometro Elite: 25º
- Giochi olimpici

Atene 2004 - In linea: 70º
Atene 2004 - Cronometro: ritirato